# Teresa Maria Pitarch
Teresa Maria Pitarch i Albós (Barcelona, 1964) es una abogada y política española. Actualmente es la presidenta del Instituto Catalán de las Mujeres.
Licenciada en Derecho por la Universidad de Barcelona. Posgrado de Especialización en Derecho Administrativo por la Universidad de Barcelona. Posgrado en Economía y Creación de empresas por la Universidad Autónoma de Barcelona. Programa de estrategias de innovación y liderazgo para la gestión pública (IESE).
Ha ejercido varias responsabilidades en la Administración de la Generalidad de Cataluña, entre las cuales destacan la de responsable de Coordinación del Servicio Catalán de Tránsito; jefe del Servicio Territorial de Tránsito de Barcelona; jefe del área Jurídico-Administrativa y subdirectora de Coordinación Administrativa del Instituto Catalán de la Acogida y de la Adopción (ICAA), y responsable Económica a la Dirección general de Economía Social y Cooperativa y Trabajo Autónomo al Departamento de empresa y Ocupación.
Desde 2011 y hasta la actualidad ha ejercido el cargo de directora general de la Oficina de Supervisión y Evaluación de la Contratación Pública del Departamento de la Presidencia de la Generalidad de Cataluña desde donde colaboró en la redacción de la Ley 17/2015, del 21 de julio, de igualdad efectiva de mujeres y hombres en cuanto al ámbito de los mecanismos para garantizar el derecho a la igualdad efectiva de mujeres y hombres en el sector público.
En el ámbito municipal, actualmente es consejera municipal de Barcelona y vicepresidenta del Consejo Plenario del Distrito del Ensanche.
En el ámbito político, desde el año 2008 es Secretaria de organización de la Federación de Barcelona de Convergencia Democrática de Cataluña, donde también, desde el año 2012, es responsable de la Sectorial de Igualdad y Derechos Civiles.